# Clemens Wickler
Clemens Wickler (Starnberg, 28 april 1995) is een Duits volleyballer en beachvolleyballer. In deze laatste discipline won hij met Nils Ehlers een zilveren medaille bij de Olympische Spelen em met Julius Thole een zilveren medaille bij de wereldkampioenschappen. Daarnaast is hij zevenvoudig Duits kampioen.

## Carrière

### 2009 tot en met 2017
Wickler begon in 2009 met beachvolleybal en won in 2011 met Felix Kroha de Duitse titel onder 17. Een jaar later behaalde hij met Niklas Rudolf een bronzen medaille bij de Europese kampioenschappen onder 18 in Brno. Het jaar daarop werd hij met Moritz Reichert in Porto wereldkampioen onder 19 ten koste van het Noorse duo Bjarne Huus en Christian Sørum. Het tweetal won bovendien de Duitse titels onder 19 en 20. In 2014 debuteerde Wickler met Armin Dollinger – met wie hij tot 2016 een team zou vormen – in de FIVB World Tour. Het duo nam deel aan negen toernooien in de World Tour met een negende plaats in Anapa als beste resultaat. Daarnaast won Wickler met Rudolf in Cesenatico de Europese titel onder 20 en behaalde hij met Mirko Schneider een vijfde plaats bij de WK onder 21 in Larnaka.
Het daaropvolgende seizoen speelden Wickler en Dollinger vijf wedstrijden in de World Tour met een negende plaats in Xiamen als hoogste klassering. In Timmendorfer Strand wonnen ze de Duitse titel door in de finale Jonathan Erdmann en Kay Matysik te verslaan. Met Erdmann deed hij verder mee aan de EK in Klagenfurt; het tweetal werd in de tussenronde uitgeschakeld door hun landgenoten Alexander Walkenhorst en Stefan Windscheif. Daarnaast bereikte hij met Rudolf de kwartfinale bij de EK onder 22 in Macedo de Cavaleiros. In 2016 kwam Wickler wegens een knieblessure nauwelijks in actie. Het jaar daarop speelde hij samen met Tim Holler. Het duo was enkel in de Duitse competitie actief en won aan het eind van het seizoen de nationale titel ten koste van Sebastian Fuchs en Eric Stadie.

### 2018 tot en met 2021
Sinds 2018 vormt Wickler een team met Julius Thole. Ze namen dat jaar deel aan twaalf reguliere FIVB-toernooien waar ze viermaal een toptienklassering behaalden. In Espinho haalden ze tevens voor het eerst het podium in de World Tour door als derde te eindigen. Aan het eind van het seizoen behaalde het duo bij de World Tour Finals in Hamburg de vierde plaats. Bovendien wonnen ze de Duitse titel ten koste van Philipp Arne Bergmann en Yannick Harms. Het seizoen daarop speelde het duo zeven wedstrijden in de World Tour waarbij zesmaal een toptienklassering behaald werd. In Den Haag eindigden ze met een tweede plek op het podium. Bij de WK in eigen land bereikten Wickler en Thole de finale. Deze werd verloren van het Russische duo Oleg Stojanovski en Vjatsjeslav Krasilnikov waardoor ze genoegen moesten nemen met het zilver. Na afloop nam het duo deel aan drie reguliere FIVB-toernooien met een derde plaats in Moskou als beste resultaat. Bij de EK bereikten ze de kwartfinale waar ze werden uitgeschakeld door de Noren Anders Mol en Christian Sørum. Ze sloten het seizoen af met een tweede plaats bij de World Tour Finals in Rome.

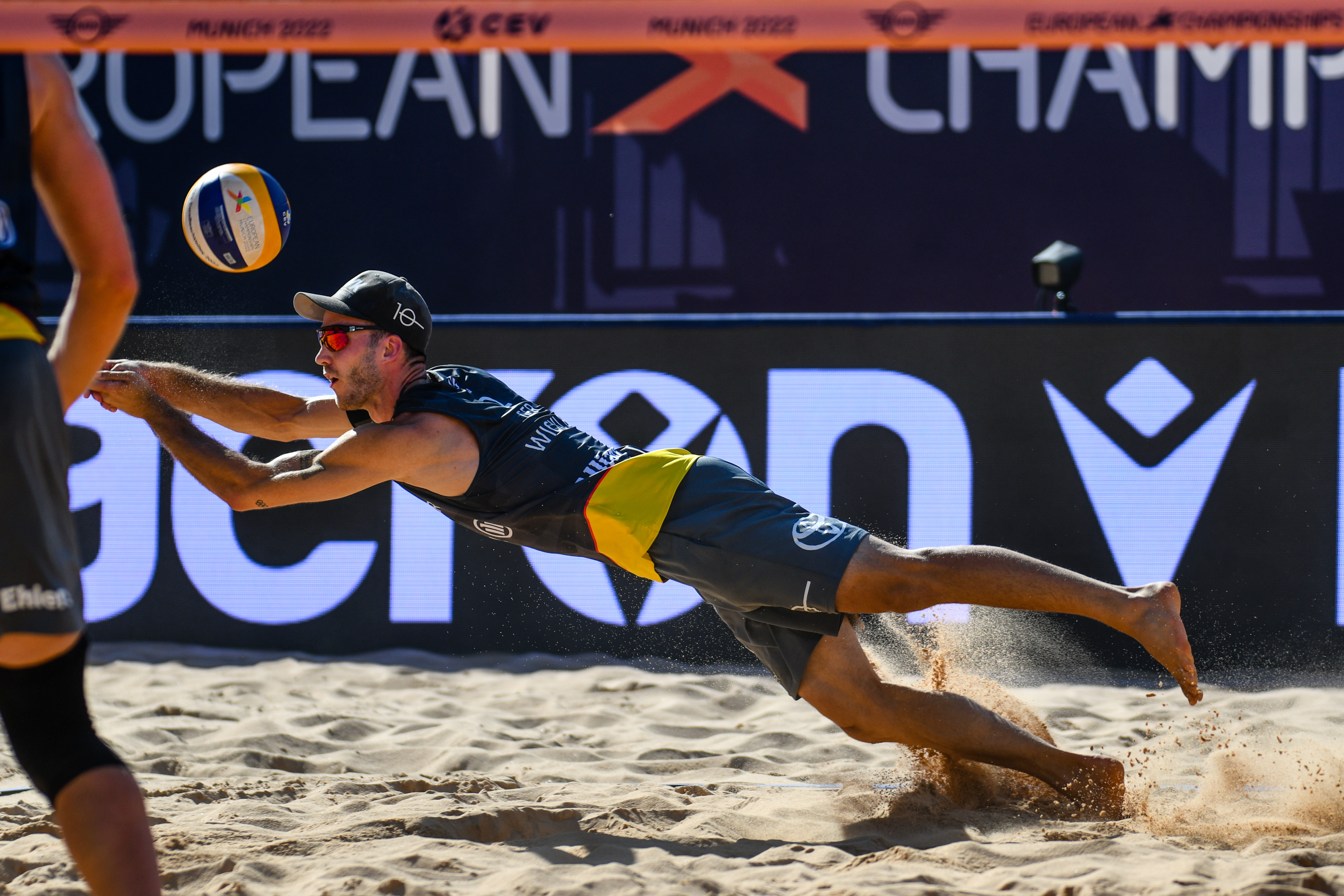
Wickler in actie tijdens de EK in München (2022)

Het jaar daarop wonnen Wickler en Thole opnieuw de nationale titel, maar kwamen ze bij de EK in Jūrmala niet verder dan de zestiende finale. In 2021 speelde Wickler in aanloop naar de Spelen vier wedstrijden in de World Tour waarvan drie met Thole en een met Dollinger. In Tokio bereikten Wickler en Thole bij de Olympische Spelen de kwartfinale die ze verloren van Krasilnikov en Stojanovski, waardoor ze als vijfde eindigden. Bij de EK in Wenen strandde het duo in de achtste finale tegen het Poolse tweetal Piotr Kantor en Bartosz Łosiak. Na afloop van het seizoen beëindigde Thole zijn sportieve loopbaan. 

### 2022 tot heden
Sinds 2022 vormt Wickler een team met Nils Ehlers. Het duo deed dat seizoen mee aan vijf toernooien in de Beach Pro Tour – de opvolger van de World Tour – en behaalde daarbij twee derde (Kuşadası en Hamburg) en twee vijfde plaatsen (Doha en Jurmala). Bij de WK in Rome bleven ze in de zestiende finale steken tegen het Piotr Kantor en Maciej Rudol uit Polen. Bij de EK in München verloren ze de kwartfinale van Mol en Sørum. In hun eerste jaar wonnen Wickler en Ehlers bovendien de nationale titel.
Het seizoen daarop begonnen ze met een vijfde plaats in Doha en een derde plaats in Tepic. In april en mei volgden in Uberlândia en Ostrava twee vijfde plaatsen en in juli eindigden ze als negende in Gstaad en als vijfde in Montreal. Bij de EK in Wenen begin augustus verloren ze de kwartfinale van de latere kampioenen David Åhman en Jonatan Hellvig uit Zweden. In eigen land verdedigden ze met succes de Duitse titel, maar kwamen ze bij het Elite16-toernooi van Hamburg niet verder dan de achtste finale. Een maand later bij het Elite16-toernooi van Parijs wonnen ze het zilver achter de Tsjechen Ondřej Perušič en David Schweiner. In oktober namen Wickler en Ehlers deel aan de WK in Mexico, waar ze in de achtste finale werden uitgeschakeld door Bartosz Łosiak en Michał Bryl. Het duo speelde daarna in november het Elite16-toernooi van João Pessoa en sloot het jaar af met een zevende plaats bij de seizoensfinale in Doha.
In 2024 deden Wickler en Ehlers mee aan acht reguliere toernooien in de Beach Pro Tour. In Espinho wonnen ze de zilveren medaille achter Åhman en Hellvig. Daarnaast eindigden ze viermaal op de vierde plaats (Doha, Tepic, Brasilia en Wenen). Het tweetal plaatste zich via een derde plek op de olympische ranglijst voor de Olympische Spelen in Parijs. Daar wonnen ze hun poule en bereikten ze de finale na een overwinning op Mol en Sørum in de halve finale. In de finale verloren Wickler en Ehlers in twee sets van de Zweden Åhman en Hellvig, waardoor ze zilver wonnen. Bij de EK in Nederland werd het duo vice-kampioen nadat ze de finale van Mārtiņš Pļaviņš en Kristiāns Fokerots uit Letland verloren. In eigen land wonnen ze voor de derde keer op rij het Duits kampioenschap.

## Palmares
Kampioenschappen
- 2012:  EK U18
- 2013:  WK U19
- 2014:  EK U20
- 2015:  NK
- 2017:  NK
- 2018:  NK
- 2019:  WK
- 2020:  NK
- 2021: 5e OS
- 2022:  NK
- 2023:  NK
- 2023: 9e WK
- 2024:  OS
- 2024:  EK
- 2024:  NK

FIVB World Tour
- 2018:  4* Espinho
- 2019:  4* Den Haag
- 2019:  4* Moskou
- 2019:  World Tour Finals Rome

Beach Pro Tour
- 2022:  Kuşadası Challenge
- 2022:  Elite16 Hamburg
- 2023:  Elite16 Tepic
- 2023:  Elite16 Parijs
- 2024:  Elite16 Espinho